# Mitoy Yonting
Michael "Mitoy" Yonting (5 de enero de 1970, Pangasinan), es un cantante de género pop, soul y rock y actor comediante filipino, integrante de una banda musical llamada The Draybers.  Mitoy Yonting, saltó a la fama tras ganar en la primera temporada de la competición musical llamado "The Voice of the Philippines" o "La voz de Filipinas" en 2013.

## Carrera
Michael Yonting, conocido como Mitoy, nació y se crio en la provincia de Pangasinan, el 5 de enero de 1970. Comenzó su carrera musical por medio de su entusiasmo, cuando tenía unos 13 años de edad, a menudo le gustaba escuchar la radio y a su vez cantar en sus actividades rutinales. Durante la escuela secundaria, comenzó a unirse a varios concursos de cantos locales. Luego fue descubierto cuando ganó, el 90 concurso de canto, que fue televisado por la red, GMA 7, en un programa llamado "Ikaw at Echo" en "Eat Bulaga". En donde compitió siendo declarado la voz-a-like de la "Air Supply Russel Hitchcock". A pesar de que no ganó el título, ganó popularidad con el paso del tiempo. En los últimos años de la década de los 90, él y su hermano Mylo, formaron una banda musical llamada 'The Draybers', se presentaron en el "Rockstar: ‘Bakit?", un espectáculo de música que difundida por un canal de televisión local. A través de sus presentaciones en televisión muchas veces, Mitoy Yonting, se convirtió en un actor de comedia y participó en un programa llamado "Haus Ful" con Vic Sotto, difundida por las redes televisivas como "GMA 7" y "H3O: Ha Ha Ha Over", un antiguo canal de la red QTV. Luego participó como actor regular difundida por la red "GMA", en un programa de televisión llamado "The Dabarkads". El espectáculo, sin embargo, terminó en un corto período y se integró nuevamente a su banda. En 2013 ingresó a las audiciones de la competición de canto llamado "The Voice of the Philippines" o "La voz de Filipinas". En lo que fue declarado, como el gran campeón de dicha competencia musical.

## Discografía
- 2013 - Bulag
- 2013 - Help (Winner's single)

## Premios
- Aliw Awards 2013 - "Best Performer in Hotels, Music Lounges, Bars (Male)" (from Bar 360)[3]
- Aliw Awards 2013 - "Best Performer in Hotels, Music Lounges, Bars (Group)" (with his group Draybers from Bar 360 and Resorts World)